# Suite arithmétique
En mathématiques, une suite arithmétique est une suite (le plus souvent une suite de réels) dans laquelle chaque terme permet de déduire le suivant en lui ajoutant une constante appelée raison.
Cette définition peut s'écrire sous la forme d'une relation de récurrence, pour chaque indice n :
Cette relation est caractéristique de la progression arithmétique ou croissance linéaire. Elle décrit bien les phénomènes dont la variation est constante au cours du temps, comme l'évolution d'un compte bancaire à intérêts simples.
Les suites arithmétiques satisfont une formule générale pour le calcul des termes ainsi que pour la série associée.

## Terme général
Si (E, +) est un groupe — ou même seulement un ensemble muni d'une loi associative — et si {\displaystyle (u_{n})_{n\in \mathbb {N} }} est une suite arithmétique de E de raison r alors, pour tout entier naturel n :
Plus généralement, si la suite n'est définie qu'à partir de l'indice n₀ et si n ≥ p ≥ n₀ alors :
{\displaystyle u_{n}=u_{p}+(n-p)r.}
Une suite arithmétique est donc entièrement déterminée par la donnée de son premier terme un₀ et de sa raison r.
Réciproquement, une suite définie à partir de l'indice n₀ par 
{\displaystyle u_{n}=u_{n_{0}}+(n-n_{0})r}
est arithmétique de raison r.
En analyse réelle ou complexe, la suite arithmétique est donc l'aspect discret de la fonction affine.

## Sens de variation et convergence
Ce paragraphe concerne les suites arithmétiques à valeurs réelles et utilise le fait que les réels forment un corps archimédien.
Si r > 0, la suite est croissante ; si r < 0, la suite est décroissante et si r = 0 la suite est constante.
En général (si r est non nul), la suite arithmétique est divergente. Cependant elle admet une limite :
- si la raison est positive (r > 0), la limite est +∞ ;
- si la raison est négative (r < 0), la limite est –∞ ;
- si la raison est nulle (r = 0), la suite est constante et converge donc vers la constante.

## Somme des termes
Si E = ℝ ou ℂ et si {\displaystyle (u_{n})_{n\in \mathbb {N} }} est une suite arithmétique de E alors, toute somme de termes consécutifs est égale au nombre de ces termes multiplié par la moyenne des deux termes extrêmes.
Par exemple :
Le cas particulier u₀ = 0 et r = 1 est la formule donnant la somme des entiers de 1 à n, dont diverses preuves sont présentées dans les deux articles détaillés. Il permet de montrer le cas général :
Cette formule se généralise à toute suite à valeurs dans un espace vectoriel sur un corps commutatif de caractéristique différente de {\displaystyle 2}.

## Suites arithmétiques remarquables

### Ensemble des entiers naturels
L'ensemble ℕ des nombres entiers naturels est une suite arithmétique infinie, de raison 1.

### Suite arithmétique de nombres premiers
En 2004, Ben Joseph Green et Terence Tao ont démontré qu'il existait des suites arithmétiques de nombres premiers de longueur arbitraire finie, sans toutefois donner de moyen pour les trouver.
Par exemple :
- suite arithmétique de trois nombres premiers de la forme 3 + 2n, avec n = 0 à 2 : 3, 5, 7 ;
- suite arithmétique de cinq nombres premiers de la forme 5 + 6n, avec n = 0 à 4 : 5, 11, 17, 23, 29 ;
- suite arithmétique de sept nombres premiers de la forme 7 + 150n, avec n = 0 à 6 : 7, 157, 307, 457, 607, 757, 907.

Les plus longues suites arithmétiques de nombres premiers connues au 23 février 2014 sont au nombre de trois et possèdent 26 éléments chacune.